# Karel van Mander

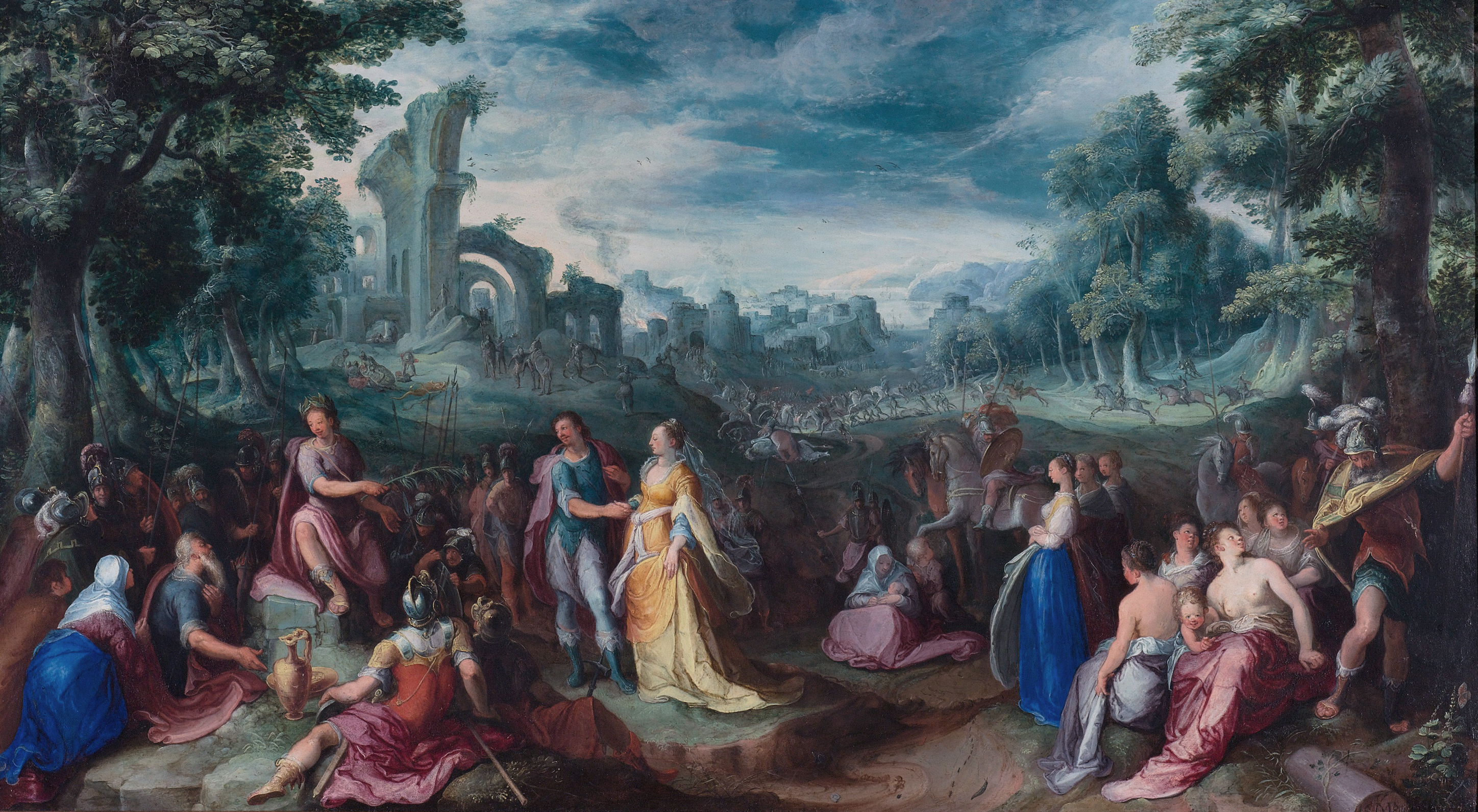
De grootmoedigheid van Scipio, 1600

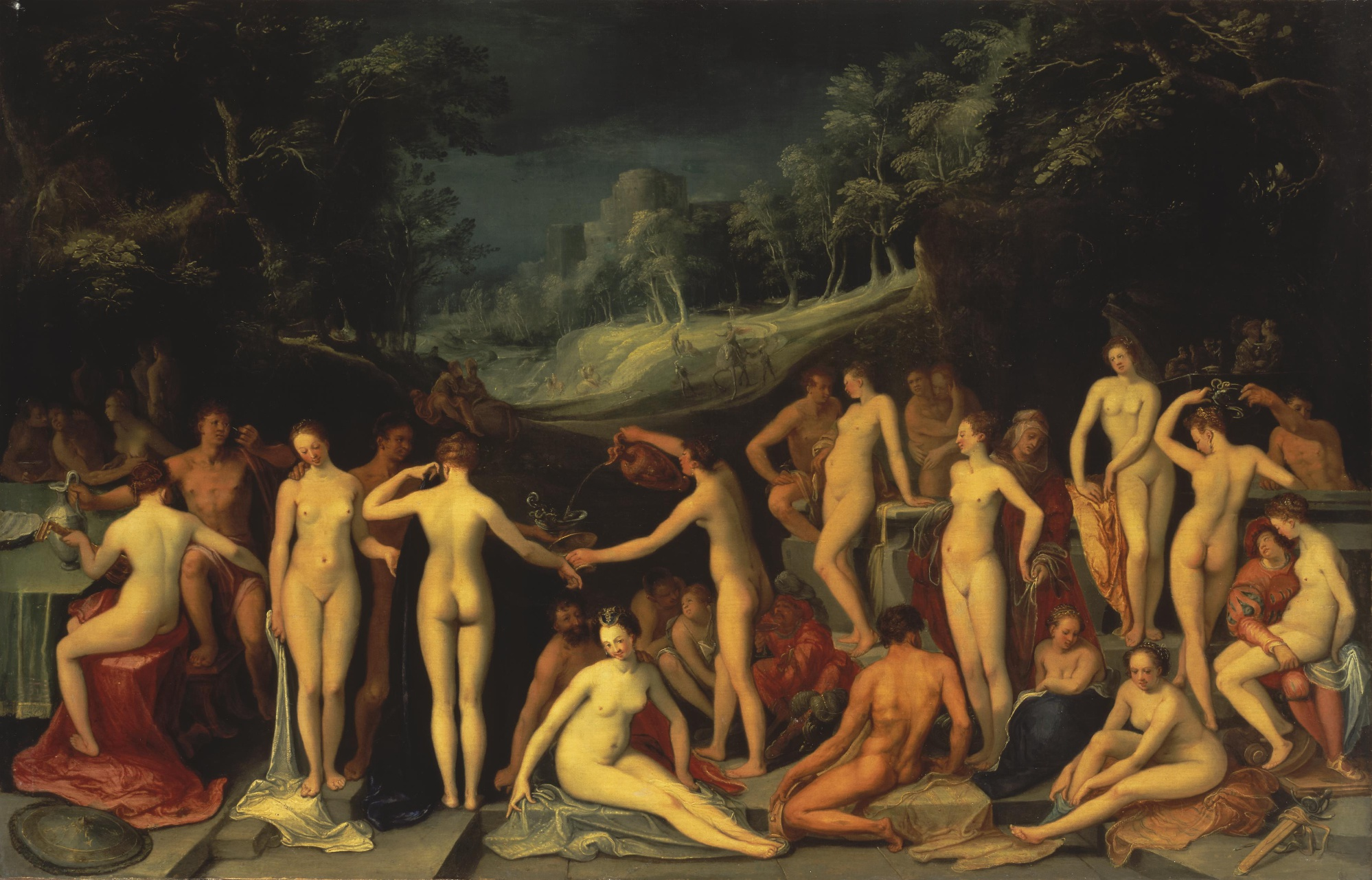
Ogród miłości, 1602

Karel lub Carel van Mander (ur. maj 1548 w Meulebeke, zm. 11 września 1606 w Amsterdamie) – flamandzki
malarz manierysta, poeta, teoretyk sztuki i biograf.

## Życiorys
Urodził się w szlacheckiej rodzinie w Meulebeke, studiował u Lucasa de Heere w Gandawie (1566–1567) i u Pietera Vlericka w Courtrai i Tournai (1568–1569). W latach 1573–1577 przebywał we Włoszech, ok. 1583 osiadł w Haarlemie, gdzie mieszkał i pracował 20 lat. W 1584 został członkiem gildii św. Łukasza. Jest uważany obok Hendrika Goltziusa i Cornelisa van Haarlema za założyciela manierystycznej akademii haarlemskiej, pierwszej holenderskiej akademii sztuki. Jej adeptem był Frans Hals.

## Twórczość
Dziełem życia Mandera jest Het Schilder-Boeck (Księga o malarstwie) – zbiór biografii najwybitniejszych malarzy niderlandzkich, flamandzkich i niemieckich działających w XV i XVI wieku. Książka została wydana po raz pierwszy w 1604 i zawiera informacje na temat 175 malarzy, stanowiąc przez stulecia cenne źródło informacji na temat życia artystycznego Europy północnej.
Malował sceny rodzajowe, portrety i pejzaże. Pozostawił po sobie około 30 obrazów, głównie alegorii, z których najbardziej znane są:
- De zondvloed (Potop), ok. 1583
- Vrouwelijk naakt (Akt kobiecy), 1590
- De zelfbeheersing van Scipio, 1600
- Hoofse scène in een paleistuin (Scena szlachetnej miłości w pałacowym ogrodzie), ok. 1600.

Największe zbiory prac Carela van Mandera zgromadziły: Muzeum Fransa Halsa w Haarlemie, Rijksmuseum w Amsterdamie, Ermitaż w Petersburgu i J. Paul Getty Museum w Los Angeles.